# Shelley Watts
Shelley Watts (Port Macquarie, 10 d'agost de 1987) és una boxejadora australiana. Va competir en la categoria de pes lleuger en els jocs de la Commonwealth de 2014, on va guanyar la medalla d'or. També va participar en els campionats mundials de boxa femenina de 2012. Representa al seu país als Jocs Olímpics d'estiu de 2016 a Rio de Janeiro, on es va classificar el març del mateix any al campionat de classificació d'Àsia i Oceania.